# 全日本学生馬術大会
全日本学生馬術大会（ぜんにほんがくせいばじゅつたいかい）は、全日本学生馬術連盟が主催する日本の馬術大会である。

## 概要
大正時代に旧帝国大や私大で続々と馬術部が創設され、1928年（昭和3年）に現在の全日本学生馬術連盟の前身となる日本学生馬術協会が設立。1951年（昭和26年）に前身となる全日本学生馬術王座決定戦が施行される。1957年12月16日に日本馬術連盟の傘下団体として全日本学生馬術連盟が発足し、1958年10月28日-29日に第1回全日本学生自馬馬術競技大会として開催され、1968年11月20日に第11回全日本学生馬術大会として現在の名称で開催された。
全日本学生障害馬術競技大会、全日本学生馬場馬術大会、全日本学生総合馬術大会の三種目の競技大会を一連の日程で開催することから三大大会とも称され、各種目の個人・団体、および三種目の総合成績で争われる。

## 過去の成績

### 総合成績（全日本学生馬術大会）
| 回    | 開催期日       | 優勝         | 準優勝       | 3位          | 開催地                 |
| ----- | -------------- | ------------ | ------------ | ------------ | ---------------------- |
| 第1回 | 1951年(春季)   | 関西学院大学 |              |              |                        |
| 第2回 | 1951年12月16日 | 関西学院大学 | 早稲田大学   | 東京農工大学 | 東京乗馬倶楽部         |
| 第3回 | 1952年12月14日 | 関西学院大学 | 明治大学     | 東京農工大学 | 西宮市金鈴会           |
| 第4回 | 1953年12月14日 | 関西学院大学 | 学習院大学   | 立教大学     | 東京乗馬倶楽部         |
| 第5回 | 1954年12月29日 | 同志社大学   | 法政大学     | 学習院大学   | 京都大学               |
| 第6回 | 1955年         | 日本大学     |              |              | 日本中央競馬会馬事公苑 |
| 第7回 | 1956年12月16日 | 関西学院大学 | 慶應義塾大学 | 東京農業大学 | 阪神競馬場             |
| 第8回 | 1957年12月12日 | 慶應義塾大学 | 東京農業大学 | 神戸大学     | 日本中央競馬会馬事公苑 |

| 年度               | 優勝(優勝回数)  | 準優勝       | 3位                 | 開催地                 |
| ------------------ | --------------- | ------------ | ------------------- | ---------------------- |
| 1974年(昭和49年度) | 帯広畜産大学(1) | 日本大学     | 専修大学            | 日本中央競馬会馬事公苑 |
| 1975年(昭和50年度) | 日本大学(1)     | 中央大学     | 専修大学            | 三重県馬術競技場       |
| 1976年(昭和51年度) | 日本大学(2)     | 学習院大学   | 中央大学            | 日本中央競馬会馬事公苑 |
| 1977年(昭和52年度) | 日本大学(3)     | 京都産業大学 | 専修大学            | 日本中央競馬会馬事公苑 |
| 1978年(昭和53年度) | 日本大学(4)     | 専修大学     | 帯広畜産大学        | 日本中央競馬会馬事公苑 |
| 1979年(昭和54年度) | 専修大学(1)     | 日本大学     | 京都産業大学        | 日本中央競馬会馬事公苑 |
| 1980年(昭和55年度) | 専修大学(2)     | 中央大学     | 日本大学            | 日本中央競馬会馬事公苑 |
| 1981年(昭和56年度) | 専修大学(3)     | 日本大学     | 慶応義塾大学        | 日本中央競馬会馬事公苑 |
| 1982年(昭和57年度) | 日本大学(5)     | 専修大学     | 京都産業大学        | 日本中央競馬会馬事公苑 |
| 1983年(昭和58年度) | 日本大学(6)     | 専修大学     | 中央大学            | 日本中央競馬会馬事公苑 |
| 1984年(昭和59年度) | 日本大学(7)     | 専修大学     | 中央大学            | 日本中央競馬会馬事公苑 |
| 1985年(昭和60年度) | 日本大学(8)     | 専修大学     | 明治大学            | 日本中央競馬会馬事公苑 |
| 1986年(昭和61年度) | 日本大学(9)     | 明治大学     | 専修大学            | 日本中央競馬会馬事公苑 |
| 1987年(昭和62年度) | 日本大学(10)    | 明治大学     | 専修大学            | 日本中央競馬会馬事公苑 |
| 1988年(昭和63年度) | 明治大学(1)     | 日本大学     | 専修大学            | 日本中央競馬会馬事公苑 |
| 1989年(平成元年度) | 明治大学(2)     | 日本大学     | 中央大学            | 日本中央競馬会馬事公苑 |
| 1990年(平成2年度)  | 日本大学(11)    | 明治大学     | 専修大学            | 日本中央競馬会馬事公苑 |
| 1991年(平成3年度)  | 日本大学(12)    | 明治大学     | 専修大学            | 日本中央競馬会馬事公苑 |
| 1992年(平成4年度)  | 明治大学(3)     | 日本大学     | 専修大学            | 日本中央競馬会馬事公苑 |
| 1993年(平成5年度)  | 明治大学(4)     | 日本大学     | 専修大学            | 日本中央競馬会馬事公苑 |
| 1994年(平成6年度)  | 明治大学(5)     | 日本大学     | 中央大学            | 日本中央競馬会馬事公苑 |
| 1995年(平成7年度)  | 明治大学(6)     | 日本大学     | 中央大学            | 日本中央競馬会馬事公苑 |
| 1996年(平成8年度)  | 明治大学(7)     | 日本大学     | 中央大学            | 日本中央競馬会馬事公苑 |
| 1997年(平成9年度)  | 明治大学(8)     | 日本大学     | 専修大学            | 日本中央競馬会馬事公苑 |
| 1998年(平成10年度) | 明治大学(9)     | 日本大学     | 中央大学            | 日本中央競馬会馬事公苑 |
| 1999年(平成11年度) | 明治大学(10)    | 日本大学     | 専修大学            | 日本中央競馬会馬事公苑 |
| 2000年(平成12年度) | 明治大学(11)    | 日本大学     | 専修大学            | 日本中央競馬会馬事公苑 |
| 2001年(平成13年度) | 明治大学(12)    | 専修大学     | 日本大学            | 日本中央競馬会馬事公苑 |
| 2002年(平成14年度) | 明治大学(13)    | 専修大学     | 東京農業大学        | 日本中央競馬会馬事公苑 |
| 2003年(平成15年度) | 明治大学(14)    | 専修大学     | 東京農業大学        | 日本中央競馬会馬事公苑 |
| 2004年(平成16年度) | 明治大学(15)    | 日本大学     | 専修大学            | 日本中央競馬会馬事公苑 |
| 2005年(平成17年度) | 明治大学(16)    | 専修大学     | 日本大学            | 日本中央競馬会馬事公苑 |
| 2006年(平成18年度) | 明治大学(17)    | 日本大学     | 専修大学            | 日本中央競馬会馬事公苑 |
| 2007年(平成19年度) | 明治大学(18)    | 専修大学     | 日本大学            | 日本中央競馬会馬事公苑 |
| 2008年(平成20年度) | 明治大学(19)    | 日本大学     | 専修大学            | 日本中央競馬会馬事公苑 |
| 2009年(平成21年度) | 明治大学(20)    | 日本大学     | 専修大学            | 日本中央競馬会馬事公苑 |
| 2010年(平成22年度) | 明治大学(21)    | 日本大学     | 早稲田大学          | 日本中央競馬会馬事公苑 |
| 2011年(平成23年度) | 日大大学(13)    | 明治大学     | 関西大学            | 三木ホースランドパーク |
| 2012年(平成24年度) | 日大大学(14)    | 関西大学     | 専修大学            | 日本中央競馬会馬事公苑 |
| 2013年(平成25年度) | 日本大学(15)    | 明治大学     | 専修大学            | 日本中央競馬会馬事公苑 |
| 2014年(平成26年度) | 日本大学(16)    | 明治大学     | 専修大学            | 三木ホースランドパーク |
| 2015年(平成27年度) | 日本大学(17)    | 明治大学     | 専修大学            | 日本中央競馬会馬事公苑 |
| 2016年(平成28年度) | 日本大学(18)    | 明治大学     | 慶応義塾大学        | 日本中央競馬会馬事公苑 |
| 2017年(平成29年度) | 日本大学(19)    | 関西大学     | 専修大学            | 三木ホースランドパーク |
| 2018年(平成30年度) | 日本大学(20)    | 専修大学     | 立命館大学          | 山梨県馬術競技場       |
| 2019年(令和元年度) | 日本大学(21)    | 専修大学     | 立命館大学          | 三木ホースランドパーク |
| 2020年(令和2年度)  | 日本大学(22)    | 立命館大学   | 明治大学            | 山梨県馬術競技場       |
| 2021年(令和3年度)  | 日本大学(23)    | 立命館大学   | 立教大学            | 山梨県馬術競技場       |
| 2022年(令和4年度)  | 日本大学(24)    | 早稲田大学   | 明治大学 立命館大学 | 三木ホースランドパーク |
| 2023年(令和5年度)  | 日本大学(25)    | 立命館大学   | 明治大学            | 三木ホースランドパーク |
| 2024年(令和6年度)  | 日本大学(26)    | 早稲田大学   | 立命館大学          | 日本中央競馬会馬事公苑 |

### 全日本学生賞典障害馬術競技大会
| 回     | 年度               | 団体優勝大学 | 個人優勝人馬（所属）                         | 開催地                 |
| ------ | ------------------ | ------------ | -------------------------------------------- | ---------------------- |
| 第8回  | 1958年(昭和33年度) | 明治大学     | 鈴木晋（岡山大学）                           | 日本中央競馬会馬事公苑 |
| 第9回  | 1959年(昭和34年度) | 関西大学     |                                              | 日本中央競馬会馬事公苑 |
| 第10回 | 1960年(昭和35年度) | 帯広畜産大学 |                                              | 日本中央競馬会馬事公苑 |
| 第11回 | 1961年(昭和36年度) | 帯広畜産大学 |                                              | 日本中央競馬会馬事公苑 |
| 第12回 | 1962年(昭和37年度) | 北海道大学   | 恩田正巨（北海道大学）                       | 岡山大学               |
| 第13回 | 1963年(昭和38年度) | 学習院大学   |                                              | 小倉競馬場             |
| 第14回 | 1964年(昭和39年度) | 関西大学     |                                              | 服部緑地乗馬センター   |
| 第15回 | 1965年(昭和40年度) | 慶應義塾大学 |                                              | 日本中央競馬会馬事公苑 |
| 第16回 | 1966年(昭和41年度) | 早稲田大学   | 中島又男（酪農学園大学）                     | 杉谷馬事公苑           |
| 第17回 | 1967年(昭和42年度) | 日本大学     |                                              | 日本中央競馬会馬事公苑 |
| 第18回 | 1968年(昭和43年度) | 中央大学     | 鈴木敏夫（法政大学）                         | 日本中央競馬会馬事公苑 |
| 第19回 | 1969年(昭和44年度) | 京都産業大学 | 杉浦憲一（成蹊大学）                         | 日本中央競馬会馬事公苑 |
| 第20回 | 1970年(昭和45年度) | 中央大学     | 半沢政行（宇都宮大学）                       | 大井競馬場             |
| 第21回 | 1971年(昭和46年度) | 京都産業大学 | 大上黄（京都産業大学）                       | 日本中央競馬会馬事公苑 |
| 第22回 | 1972年(昭和47年度) | 中央大学     | 熊沢芳紀（中央大学）                         | 日本中央競馬会馬事公苑 |
| 第23回 | 1973年(昭和48年度) | 中央大学     | 大隈隆（福岡大学）                           | 日本中央競馬会馬事公苑 |
| 第24回 | 1974年(昭和49年度) | 帯広畜産大学 | 添田昌一（北海道大学）                       | 日本中央競馬会馬事公苑 |
| 第25回 | 1975年(昭和50年度) | 中央大学     | 宮崎栄喜（日本大学）                         | 三重県馬術競技場       |
| 第26回 | 1976年(昭和51年度) | 同志社大学   | 斎藤保則（帯広畜産大学）                     | 日本中央競馬会馬事公苑 |
| 第27回 | 1977年(昭和52年度) | 日本大学     | 長屋清隆（北海道大学）                       | 日本中央競馬会馬事公苑 |
| 第28回 | 1978年(昭和53年度) | 日本大学     | 上野明秀（日本大学）                         | 日本中央競馬会馬事公苑 |
| 第29回 | 1979年(昭和54年度) | 専修大学     | 高橋信夫（関西大学）                         | 日本中央競馬会馬事公苑 |
| 第30回 | 1980年(昭和55年度) | 専修大学     | 北野誠（東京農工大学）                       | 日本中央競馬会馬事公苑 |
| 第31回 | 1981年(昭和56年度) | 慶應義塾大学 | 阿保和久（中央大学）                         | 日本中央競馬会馬事公苑 |
| 第32回 | 1982年(昭和57年度) | 日本大学     | 中村護（慶應義塾大学）                       | 日本中央競馬会馬事公苑 |
| 第33回 | 1983年(昭和58年度) | 日本大学     | 尾辻勝＆ユウコク（専修大学）                 | 日本中央競馬会馬事公苑 |
| 第34回 | 1984年(昭和59年度) | 日本大学     | 塚本親治＆桜伯（日本大学）                   | 日本中央競馬会馬事公苑 |
| 第35回 | 1985年(昭和60年度) | 日本大学     | 安藤浩久＆メジロサンゴ（日本大学）           | 日本中央競馬会馬事公苑 |
| 第36回 | 1986年(昭和61年度) | 専修大学     | 安藤浩久＆メジロサンゴ（日本大学）           | 日本中央競馬会馬事公苑 |
| 第37回 | 1987年(昭和62年度) | 日本大学     | 久保田貴士＆ハシピゴラス（明治大学）         | 日本中央競馬会馬事公苑 |
| 第38回 | 1988年(昭和63年度) | 慶應義塾大学 | 荻野仁＆プリンスティック（専修大学）         | 日本中央競馬会馬事公苑 |
| 第39回 | 1989年(平成元年度) | 明治大学     | 森北博巳（慶應義塾大学）                     | 日本中央競馬会馬事公苑 |
| 第40回 | 1990年(平成2年度)  | 明治大学     | 田代信行＆プリンスティック（専修大学）       | 日本中央競馬会馬事公苑 |
| 第41回 | 1991年(平成3年度)  | 日本大学     | 松浦裕哉＆タカラコスモス（日本獣医畜産大学） | 日本中央競馬会馬事公苑 |
| 第42回 | 1992年(平成4年度)  | 同志社大学   | 荻原克庸（法政大学）                         | 日本中央競馬会馬事公苑 |
| 第43回 | 1993年(平成5年度)  | 明治大学     | 荻原克庸（法政大学）                         | 日本中央競馬会馬事公苑 |
| 第44回 | 1994年(平成6年度)  | 明治大学     | 上村利幸＆セントイーグル（同志社大学）       | 日本中央競馬会馬事公苑 |
| 第45回 | 1995年(平成7年度)  | 明治大学     | 荻原克庸（法政大学）                         | 日本中央競馬会馬事公苑 |
| 第46回 | 1996年(平成8年度)  | 明治大学     | 岡部新（東京農業大学）                       | 日本中央競馬会馬事公苑 |
| 第47回 | 1997年(平成9年度)  | 明治大学     | 岡部新（東京農業大学）                       | 日本中央競馬会馬事公苑 |
| 第48回 | 1998年(平成10年度) | 明治大学     | 近森広行＆アカリセンプー（麻布大学）         | 日本中央競馬会馬事公苑 |
| 第49回 | 1999年(平成11年度) | 明治大学     | 福島大輔（明治大学）                         | 日本中央競馬会馬事公苑 |
| 第50回 | 2000年(平成12年度) | 東京農業大学 | 楠木貴成（明治大学）                         | 日本中央競馬会馬事公苑 |
| 第51回 | 2001年(平成13年度) | 明治大学     | 古平亜美＆アードア フライ （法政大学）       | 日本中央競馬会馬事公苑 |
| 第52回 | 2002年(平成14年度) | 東京農業大学 | 戸本一真（明治大学）                         | 日本中央競馬会馬事公苑 |
| 第53回 | 2003年(平成15年度) | 専修大学     | 岩本隆行＆月緑（関西学院大学）               | 日本中央競馬会馬事公苑 |
| 第54回 | 2004年(平成16年度) | 専修大学     | 平原枝里香＆ジャスコテティ（大阪体育大学）   | 日本中央競馬会馬事公苑 |
| 第55回 | 2005年(平成17年度) | 明治大学     | 森裕悟（専修大学）                           | 日本中央競馬会馬事公苑 |
| 第56回 | 2006年(平成18年度) | 日本大学     | 平原枝里香＆ジャスコテティ（大阪体育大学）   | 日本中央競馬会馬事公苑 |
| 第57回 | 2007年(平成19年度) | 関西大学     | 中谷彩夏＆バーデン・バーデン（関西大学）     | 日本中央競馬会馬事公苑 |
| 第58回 | 2008年(平成20年度) | 関西大学     | 佐藤泰（早稲田大学）                         | 日本中央競馬会馬事公苑 |
| 第59回 | 2009年(平成21年度) | 関西大学     | 坂田篤司（専修大学）                         | 日本中央競馬会馬事公苑 |
| 第60回 | 2010年(平成22年度) | 明治大学     | 鳥谷部健太（日本大学）                       | 日本中央競馬会馬事公苑 |
| 第61回 | 2011年(平成23年度) | 関西大学     | 谷脇恭平＆バーデン・バーデン（関西大学）     | 三木ホースランドパーク |
| 第62回 | 2012年(平成24年度) | 関西大学     | 谷脇恭平＆バーデン・バーデン（関西大学）     | 日本中央競馬会馬事公苑 |
| 第63回 | 2013年(平成25年度) | 関西大学     | 小関ひかり＆バーデン・バーデン（関西大学）   | 日本中央競馬会馬事公苑 |
| 第64回 | 2014年(平成26年度) | 関西大学     | 原名月＆キャットウィーズルB（関西大学）      | 三木ホースランドパーク |
| 第65回 | 2015年(平成27年度) | 同志社大学   | 松水優斗＆バーデン・バーデン（関西大学）     | 日本中央競馬会馬事公苑 |
| 第66回 | 2016年(平成28年度) | 日本大学     | 吉永一篤＆桜照（日本大学）                   | 日本中央競馬会馬事公苑 |
| 第67回 | 2017年(平成29年度) | 関西大学     | 中村幸喜＆ベノファンデヘイデ（明治大学）     | 三木ホースランドパーク |
| 第68回 | 2018年(平成30年度) | 日本大学     | 中村大樹＆カリエーレ（関西大学）             | 山梨県馬術競技場       |
| 第69回 | 2019年(令和元年度) | 日本大学     | 杉本瑞生＆聖澄（立教大学）                   | 三木ホースランドパーク |
| 第70回 | 2020年(令和2年度)  | 日本大学     | 永合更良々＆千駿（関西大学）                 | 山梨県馬術競技場       |
| 第71回 | 2021年(令和3年度)  | 日本大学     | 吉田ことみ＆桜艶（日本大学）                 | 山梨県馬術競技場       |
| 第72回 | 2022年(令和4年度)  | 日本大学     | 吉田光佑＆アルボア（早稲田大学）             | 三木ホースランドパーク |
| 第73回 | 2023年(令和5年度)  | 関西大学     | 漆原竜吉＆カリエーレ（関西大学）             | 三木ホースランドパーク |
| 第74回 | 2024年(令和6年度)  | 関西大学     | 福岡ゆきは＆龍駕II（立命館大学）             | 日本中央競馬会馬事公苑 |

### 全日本学生賞典馬場馬術競技大会
| 回     | 年度               | 団体優勝大学 | 個人優勝人馬（所属）                    | 開催地                       |
| ------ | ------------------ | ------------ | --------------------------------------- | ---------------------------- |
| 第1回  | 1958年(昭和33年度) | 明治大学     | 広瀬光雄（慶應義塾大学）                | 中京競馬場                   |
| 第2回  | 1959年(昭和34年度) | 関西大学     |                                         | 日本中央競馬会馬事公苑       |
| 第3回  | 1960年(昭和35年度) | 帯広畜産大学 |                                         | 日本中央競馬会馬事公苑       |
| 第4回  | 1961年(昭和36年度) | 帯広畜産大学 | 吉岡正樹（岡山大学）                    | 日本中央競馬会馬事公苑       |
| 第5回  | 1962年(昭和37年度) | 北海道大学   |                                         | 日本中央競馬会馬事公苑       |
| 第6回  | 1963年(昭和38年度) | 学習院大学   |                                         | 日本中央競馬会馬事公苑       |
| 第7回  | 1964年(昭和39年度) | 関西大学     |                                         | 服部緑地服部緑地乗馬センター |
| 第8回  | 1965年(昭和40年度) | 慶應義塾大学 |                                         | 日本中央競馬会馬事公苑       |
| 第9回  | 1966年(昭和41年度) | 早稲田大学   | 佐伯常貞（明治大学） 若原尚（関西大学） | 杉谷馬事公苑                 |
| 第10回 | 1967年(昭和42年度) | 日本大学     |                                         | 日本中央競馬会馬事公苑       |
| 第11回 | 1968年(昭和43年度) | 学習院大学   | 安川定之（慶應義塾大学）                | 日本中央競馬会馬事公苑       |
| 第12回 | 1969年(昭和44年度) | 慶應義塾大学 | 織田昇郎（慶應義塾大学）                | 日本中央競馬会馬事公苑       |
| 第13回 | 1970年(昭和45年度) | 日本大学     | 浜崎洋路（日本大学）                    | 大井競馬場                   |
| 第14回 | 1971年(昭和46年度) | 福井工業大学 | 吉村喜信（福井工業大学）                | 日本中央競馬会馬事公苑       |
| 第15回 | 1972年(昭和47年度) | 福井工業大学 | 吉村喜信（福井工業大学）                | 日本中央競馬会馬事公苑       |
| 第16回 | 1973年(昭和48年度) | 慶應義塾大学 | 吉村喜信（福井工業大学）                | 日本中央競馬会馬事公苑       |
| 第17回 | 1974年(昭和49年度) | 学習院大学   | 吉岡豊和（京都産業大学）                | 日本中央競馬会馬事公苑       |
| 第18回 | 1975年(昭和50年度) | 学習院大学   | 鈴木美和子（学習院大学）                | 三重県馬術競技場             |
| 第19回 | 1976年(昭和51年度) | 学習院大学   | 田辺和男（学習院大学）                  | 日本中央競馬会馬事公苑       |
| 第20回 | 1977年(昭和52年度) | 学習院大学   | 菅野明（明治大学）                      | 日本中央競馬会馬事公苑       |
| 第21回 | 1978年(昭和53年度) | 専修大学     | 本田治男（専修大学）                    | 日本中央競馬会馬事公苑       |
| 第22回 | 1979年(昭和54年度) | 専修大学     | 飯島雅昭（専修大学）                    | 日本中央競馬会馬事公苑       |
| 第23回 | 1980年(昭和55年度) | 日本大学     | 本田治男（専修大学）                    | 日本中央競馬会馬事公苑       |
| 第24回 | 1981年(昭和56年度) | 専修大学     | 尾辻勝（専修大学）                      | 日本中央競馬会馬事公苑       |
| 第25回 | 1982年(昭和57年度) | 専修大学     | 尾辻勝（専修大学）                      | 日本中央競馬会馬事公苑       |
| 第26回 | 1983年(昭和58年度) | 日本大学     | 後藤浩二朗（日本大学）                  | 日本中央競馬会馬事公苑       |
| 第27回 | 1984年(昭和59年度) | 専修大学     | 富沢健悟（専修大学）                    | 日本中央競馬会馬事公苑       |
| 第28回 | 1985年(昭和60年度) | 日本大学     | 岩谷一裕（日本大学）                    | 日本中央競馬会馬事公苑       |
| 第29回 | 1986年(昭和61年度) | 日本大学     | 村上恵祐（明治大学）                    | 日本中央競馬会馬事公苑       |
| 第30回 | 1987年(昭和62年度) | 明治大学     | 久保田貴士（明治大学）                  | 日本中央競馬会馬事公苑       |
| 第31回 | 1988年(昭和63年度) | 明治大学     | 久保田貴士（明治大学）                  | 日本中央競馬会馬事公苑       |
| 第32回 | 1989年(平成元年度) | 明治大学     | 久保田貴士（明治大学）                  | 日本中央競馬会馬事公苑       |
| 第33回 | 1990年(平成2年度)  | 明治大学     | 上妻和道（日本大学）                    | 日本中央競馬会馬事公苑       |
| 第34回 | 1991年(平成3年度)  | 明治大学     | 白藤淳（慶應義塾大学）                  | 日本中央競馬会馬事公苑       |
| 第35回 | 1992年(平成4年度)  | 日本大学     | 相馬小次郎（明治大学）                  | 日本中央競馬会馬事公苑       |
| 第36回 | 1993年(平成5年度)  | 日本大学     | 荒井博（日本大学）                      | 日本中央競馬会馬事公苑       |
| 第37回 | 1994年(平成6年度)  | 日本大学     | 北原広之（明治大学）                    | 日本中央競馬会馬事公苑       |
| 第38回 | 1995年(平成7年度)  | 日本大学     | 水町友香（日本大学）                    | 日本中央競馬会馬事公苑       |
| 第39回 | 1996年(平成8年度)  | 日本大学     | 清水友昭（日本大学）                    | 日本中央競馬会馬事公苑       |
| 第40回 | 1997年(平成9年度)  | 明治大学     | 奈良崎和孝（日本大学）                  | 日本中央競馬会馬事公苑       |
| 第41回 | 1998年(平成10年度) | 日本大学     | 岡田一将（中央大学）                    | 日本中央競馬会馬事公苑       |
| 第42回 | 1999年(平成11年度) | 日本大学     | 岡田一将（中央大学）                    | 日本中央競馬会馬事公苑       |
| 第43回 | 2000年(平成12年度) | 日本大学     | 片岡杏子（日本大学）                    | 日本中央競馬会馬事公苑       |
| 第44回 | 2001年(平成13年度) | 明治大学     | 片岡杏子（日本大学）                    | 日本中央競馬会馬事公苑       |
| 第45回 | 2002年(平成14年度) | 明治大学     | 池添学（明治大学）                      | 日本中央競馬会馬事公苑       |
| 第46回 | 2003年(平成15年度) | 明治大学     | 高橋正直（明治大学）                    | 日本中央競馬会馬事公苑       |
| 第47回 | 2004年(平成16年度) | 明治大学     | 戸本一真（明治大学）                    | 日本中央競馬会馬事公苑       |
| 第48回 | 2005年(平成17年度) | 明治大学     | 戸本一真（明治大学）                    | 日本中央競馬会馬事公苑       |
| 第49回 | 2006年(平成18年度) | 明治大学     | 林伸伍（明治大学）                      | 日本中央競馬会馬事公苑       |
| 第50回 | 2007年(平成19年度) | 明治大学     | 北島隆三（明治大学）                    | 日本中央競馬会馬事公苑       |
| 第51回 | 2008年(平成20年度) | 明治大学     | 柘植和也（明治大学）                    | 日本中央競馬会馬事公苑       |
| 第52回 | 2009年(平成21年度) | 明治大学     | 柘植和也（明治大学）                    | 日本中央競馬会馬事公苑       |
| 第53回 | 2010年(平成22年度) | 明治大学     | 西脇友彦（明治大学）                    | 日本中央競馬会馬事公苑       |
| 第54回 | 2011年(平成23年度) | 明治大学     | 天谷幸枝（日本大学）                    | 三木ホースランドパーク       |
| 第55回 | 2012年(平成24年度) | 日本大学     | 柿澤小夜子（日本大学）                  | 日本中央競馬会馬事公苑       |
| 第56回 | 2013年(平成25年度) | 日本大学     | 柿澤小夜子（日本大学）                  | 日本中央競馬会馬事公苑       |
| 第57回 | 2014年(平成26年度) | 明治大学     | 沖廣諒一＆桜憧（日本大学）              | 三木ホースランドパーク       |
| 第58回 | 2015年(平成27年度) | 日本大学     | 沖廣諒一＆桜憧（日本大学）              | 日本中央競馬会馬事公苑       |
| 第59回 | 2016年(平成28年度) | 日本大学     | 沖廣諒一＆桜憧（日本大学）              | 日本中央競馬会馬事公苑       |
| 第60回 | 2017年(平成29年度) | 日本大学     | 今橋裕晃（日本大学）                    | 三木ホースランドパーク       |
| 第61回 | 2018年(平成30年度) | 日本大学     | 古野博人＆桜陽（日本大学）              | 山梨県馬術競技場             |
| 第62回 | 2019年(令和元年度) | 日本大学     | 名倉賢人＆桜頂 （日本大学）             | 三木ホースランドパーク       |
| 第63回 | 2020年(令和2年度)  | 日本大学     | 有賀翔＆桜陽（日本大学）                | 山梨県馬術競技場             |
| 第64回 | 2021年(令和3年度)  | 日本大学     | 楠本將斗＆桜陽（日本大学）              | 山梨県馬術競技場             |
| 第65回 | 2022年(令和4年度)  | 立命館大学   | 楠本將斗＆桜陽（日本大学）              | 三木ホースランドパーク       |
| 第66回 | 2023年(令和5年度)  | 立命館大学   | 越後りの＆桜蝶（日本大学）              | 三木ホースランドパーク       |
| 第67回 | 2024年(令和6年度)  | 日本大学     | 細野光＆ブリタニア7（早稲田大学）       | 日本中央競馬会馬事公苑       |

### 全日本学生賞典総合馬術競技大会
| 回     | 年度               | 団体優勝大学 | 個人優勝人馬（所属）                | 開催地                 |
| ------ | ------------------ | ------------ | ----------------------------------- | ---------------------- |
| 第1回  | 1958年(昭和33年度) | 京都大学     | 広瀬光雄（慶應義塾大学）            | 中京競馬場             |
| 第2回  | 1959年(昭和34年度) | 京都大学     | 広瀬光雄（慶應義塾大学）            | 日本中央競馬会馬事公苑 |
| 第3回  | 1960年(昭和35年度) | 京都大学     | 林滋（京都大学）                    | 小倉競馬場             |
| 第4回  | 1961年(昭和36年度) | 岡山大学     | 吉岡正樹（岡山大学）                | 東北大学               |
| 第5回  | 1962年(昭和37年度) | 岡山大学     | 木曽敏彦（明治大学）                | 岡山大学               |
| 第6回  | 1963年(昭和38年度) | 岡山大学     | 蛭子毅（岡山大学）                  | 小倉競馬場             |
| 第7回  | 1964年(昭和39年度) | 学習院大学   | 東園基宏（学習院大学）              | 日本中央競馬会馬事公苑 |
| 第8回  | 1965年(昭和40年度) | 東京農工大学 | 高橋直人（学習院大学）              | 日本中央競馬会馬事公苑 |
| 第9回  | 1966年(昭和41年度) | 同志社大学   | 井福正規（熊本大学）                | 杉谷馬事公苑           |
| 第10回 | 1967年(昭和42年度) | 日本大学     | 内田弘（日本大学）                  | 日本中央競馬会馬事公苑 |
| 第11回 | 1968年(昭和43年度) | 日本大学     | 木村義文（日本大学）                | 日本中央競馬会馬事公苑 |
| 第12回 | 1969年(昭和44年度) | 中央大学     | 志賀正善（中央大学）                | 小倉競馬場             |
| 第13回 | 1970年(昭和45年度) | 中央大学     | 山口公章（帯広畜産大学）            | 大井競馬場             |
| 第14回 | 1971年(昭和46年度) | 中央大学     | 三木田照明（帯広畜産大学）          | 日本中央競馬会馬事公苑 |
| 第15回 | 1972年(昭和47年度) | 中央大学     | 柏原法泉（日本大学）                | 日本中央競馬会馬事公苑 |
| 第16回 | 1973年(昭和48年度) | 中央大学     | 熊沢芳紀（中央大学）                | 日本中央競馬会馬事公苑 |
| 第17回 | 1974年(昭和49年度) | 帯広畜産大学 | 山田源一郎（帯広畜産大学）          | 日本中央競馬会馬事公苑 |
| 第18回 | 1975年(昭和50年度) | 日本大学     | 宮崎栄喜（日本大学）                | 三重県馬術競技場       |
| 第19回 | 1976年(昭和51年度) | 日本大学     | 早坂滝則（中央大学）                | 日本中央競馬会馬事公苑 |
| 第20回 | 1977年(昭和52年度) | 日本大学     | 福田耕夫（日本大学）                | 日本中央競馬会馬事公苑 |
| 第21回 | 1978年(昭和53年度) | 日本大学     | 工藤信男（日本大学）                | 日本中央競馬会馬事公苑 |
| 第22回 | 1979年(昭和54年度) | 専修大学     | 飯島雅昭（専修大学）                | 日本中央競馬会馬事公苑 |
| 第23回 | 1980年(昭和55年度) | 専修大学     | 尾辻勝（専修大学）                  | 日本中央競馬会馬事公苑 |
| 第24回 | 1981年(昭和56年度) | 専修大学     | 松本謙（専修大学）                  | 日本中央競馬会馬事公苑 |
| 第25回 | 1982年(昭和57年度) | 専修大学     | 山川勝弘（専修大学）                | 日本中央競馬会馬事公苑 |
| 第26回 | 1983年(昭和58年度) | 専修大学     | 尾辻勝（専修大学）                  | 日本中央競馬会馬事公苑 |
| 第27回 | 1984年(昭和59年度) | 専修大学     | 堀田登喜夫（専修大学）              | 日本中央競馬会馬事公苑 |
| 第28回 | 1985年(昭和60年度) | 専修大学     | 富沢健悟（専修大学）                | 日本中央競馬会馬事公苑 |
| 第29回 | 1986年(昭和61年度) | 日本大学     | 岩谷一裕（日本大学）                | 日本中央競馬会馬事公苑 |
| 第30回 | 1987年(昭和62年度) | 日本大学     | 村上恵祐（明治大学）                | 日本中央競馬会馬事公苑 |
| 第31回 | 1988年(昭和63年度) | 日本大学     | 久保田貴士（明治大学）              | 日本中央競馬会馬事公苑 |
| 第32回 | 1989年(平成元年度) | 日本大学     | 久保田貴士（明治大学）              | 日本中央競馬会馬事公苑 |
| 第33回 | 1990年(平成2年度)  | 日本大学     | 加藤有大（日本大学）                | 日本中央競馬会馬事公苑 |
| 第34回 | 1991年(平成3年度)  | 明治大学     | 荒井泰文（明治大学）                | 日本中央競馬会馬事公苑 |
| 第35回 | 1992年(平成4年度)  | 明治大学     | 松元崇志（明治大学）                | 日本中央競馬会馬事公苑 |
| 第36回 | 1993年(平成5年度)  | 明治大学     | 松元崇志（明治大学）                | 日本中央競馬会馬事公苑 |
| 第37回 | 1994年(平成6年度)  | 明治大学     | 佐伯光夫（明治大学）                | 日本中央競馬会馬事公苑 |
| 第38回 | 1995年(平成7年度)  | 明治大学     | 畠山慶和（明治大学）                | 日本中央競馬会馬事公苑 |
| 第39回 | 1996年(平成8年度)  | 日本大学     | 野口佳槻（日本大学）                | 日本中央競馬会馬事公苑 |
| 第40回 | 1997年(平成9年度)  | 明治大学     | 福島大輔（明治大学）                | 日本中央競馬会馬事公苑 |
| 第41回 | 1998年(平成10年度) | 明治大学     | 大岩義明（明治大学）                | 日本中央競馬会馬事公苑 |
| 第42回 | 1999年(平成11年度) | 明治大学     | 稗田龍馬（日本大学）                | 日本中央競馬会馬事公苑 |
| 第43回 | 2000年(平成12年度) | 明治大学     | 草薙達也（明治大学）                | 日本中央競馬会馬事公苑 |
| 第44回 | 2001年(平成13年度) | 明治大学     | 楠木貴成（明治大学）                | 日本中央競馬会馬事公苑 |
| 第45回 | 2002年(平成14年度) | 専修大学     | 相田一善（専修大学）                | 日本中央競馬会馬事公苑 |
| 第46回 | 2003年(平成15年度) | 明治大学     | 高橋正直（明治大学）                | 日本中央競馬会馬事公苑 |
| 第47回 | 2004年(平成16年度) | 明治大学     | 戸本一真（明治大学）                | 日本中央競馬会馬事公苑 |
| 第48回 | 2005年(平成17年度) | 明治大学     | 佐藤賢希（明治大学）                | 日本中央競馬会馬事公苑 |
| 第49回 | 2006年(平成18年度) | 明治大学     | 林伸伍（明治大学）                  | 日本中央競馬会馬事公苑 |
| 第50回 | 2007年(平成19年度) | 明治大学     | 篠原正紀（明治大学）                | 日本中央競馬会馬事公苑 |
| 第51回 | 2008年(平成20年度) | 日本大学     | 大友和哉（日本大学）                | 日本中央競馬会馬事公苑 |
| 第52回 | 2009年(平成21年度) | 明治大学     | 斎藤功貴（明治大学）                | 日本中央競馬会馬事公苑 |
| 第53回 | 2010年(平成22年度) | 日本大学     | 斎藤功貴（明治大学）                | 日本中央競馬会馬事公苑 |
| 第54回 | 2011年(平成23年度) | 専修大学     | 上原佑紀（日本大学）                | 三木ホースランドパーク |
| 第55回 | 2012年(平成24年度) | 日本大学     | 植田俊輔（専修大学）                | 日本中央競馬会馬事公苑 |
| 第56回 | 2013年(平成25年度) | 日本大学     | 大森康平（明治大学）                | 日本中央競馬会馬事公苑 |
| 第57回 | 2014年(平成26年度) | 明治大学     | 渡邊瑞生＆桜覇（日本大学）          | 三木ホースランドパーク |
| 第58回 | 2015年(平成27年度) | 日本大学     | 中村幸喜＆明鳳（明治大学）          | 日本中央競馬会馬事公苑 |
| 第59回 | 2016年(平成28年度) | 日本大学     | 中村幸喜＆明鳳（明治大学）          | 日本中央競馬会馬事公苑 |
| 第60回 | 2017年(平成29年度) | 日本大学     | 今橋裕晃（日本大学）                | 三木ホースランドパーク |
| 第61回 | 2018年(平成30年度) | 日本大学     | 吉永一篤＆桜虎（日本大学）          | 山梨県馬術競技場       |
| 第62回 | 2019年(令和元年度) | 日本大学     | 名倉賢人＆桜望（日本大学）          | 三木ホースランドパーク |
| 第63回 | 2020年(令和2年度)  | 日本大学     | 楠本將斗＆桜空（日本大学）          | 山梨県馬術競技場       |
| 第64回 | 2021年(令和3年度)  | 日本大学     | 吉田ことみ＆桜里（日本大学）        | 山梨県馬術競技場       |
| 第65回 | 2022年(令和4年度)  | 日本大学     | 瀬川裕哉＆桜焔（日本大学）          | 三木ホースランドパーク |
| 第66回 | 2023年(令和5年度)  | 日本大学     | 細野光＆ココドロ（早稲田大学）      | 三木ホースランドパーク |
| 第67回 | 2024年(令和6年度)  | 日本大学     | 細野光＆バートエルJRA（早稲田大学） | 日本中央競馬会馬事公苑 |